# Špela Kuclar
Špela Kuclar, slovenska pisateljica, pesnica, režiserka, scenaristka, * 26. december 1972, Ljubljana.

## Življenje
Rodila se je 26. decembra 1972 v Ljubljani. Osnovno šolo in gimazijo je obiskovala v Ljubljani. Na Gimnaziji Ledina je režirala literarna dela in se ukvarjala tudi s šolskim časopisom Mladika.  Leta 1996 je končala študij filmske in televizijske režije na AGRFT. V istem letu je na RTV Slovenija ustvarila mladinsko oddajo Tedi (Tednik za mlade) in oddajo Na Liniji. Kot svobodna umetnica deluje predvsem na RTV Slovenija, kjer snema predvsem dokumentarne filme in televizijske oddaje.

## Delo
Pesnica, pisateljica
V času njenega študija filmske režije je leta 1991 izšla njena prva pesniška zbirka Monalise. V času njenega študija je nastal tudi mladinski roman Ne bom več pobegnila, ki je bil izdan leta 1997. Leta 2002 je izdala kratko sodobno pravljico, v  slikaniški obliki Deževnikarji – Kako postati deževnikar, ki ji je leta 2003 sledilo nadeljevanje Deževnikarji – Glistosrbeži in lepljiva snov. V sezoni 2010–2011 ima Mariborsko lutkovno gledališče namen pripraviti lutkovno predstavo Deževnikarji.
Scenaristka, režiserka
Leta 1996 je v mladinskem programu RTV Slovenija ustvarila oddajo Na liniji,  ter v dokumentarnem in izobraževalnem programu posnela veliko dokumentarnih filmov. Njen prvi celovečerni film Življenje kot v filmu je bil leta 2005 premierno predvajan na RTV Slovenija.

## Dela

### Filmografija

#### Dokumentarni filmi
- Bajazid - človek bomba, (1994)
- Izurjeni za boj proti terorizmu - dokumentarni film o specialni enoti slovenske policije in terorizmu, (2001)
- Totalna revolucija - dokumentarni film o punku na Slovenskem, (2002)
- Tisti s katerimi ste nas strašili - o zasvojencih z drogo, (2003)
- Hribovska saga - družinska saga o alpinistični družini Karničarji, (2003–2004)
- Vedežniki- dokumentarni film o jasnovidcih in vedeževalcih, (2003–2004)

#### Kratki dokumentarni filmi
- Cesta rocka, (1998)
- Tolkalec - portret tolkalca Zlatka Kaučiča, (2002)
- Kipar, (2003)
- Kiparka in kos lesa, (2003)
- Ljubezen. com, (2005)
- Grafit kriminal, (2007)
- Čudežna Johanca, (2008)
- Bolšjak, (2009)
- Čigavo bo tvoje življenje, (2009)

#### Režija/scenarij oddaj
- Cesta v Pekel, (1995)
- Poglej me (režija mladinskih oddaj TV Slovenija), (1996)
- Tedi (Tednik za mlade), (1996)
- Na liniji, mladinska oddaja  (avtorski koncept, scenarij, režija, TV Slovenija), (1996)
- Glasbena šola šala, (1998)
- 5. hiša na levi jezni - kratki igrani film (režija in scenarij), (2000)
- Študentska ulica, (2000)
- Tranzistor, (2009-2010)
- Nepomembne stvari, (2010)

#### Celovečerni film
- Življenje kot v filmu - mladinski celovečerni film TV Slovenija, (2004-2005)